# Sestiga
Eine Sestiga  (auch Seiuga) ist ein von insgesamt sechs Pferden gezogener römischer, einachsiger Triumphwagen, der sich aus einem schnellen, zweispännigen Streitwagen, der Biga, entwickelt hat. Wegen der schlechten Manövrierfähigkeit ist eine Verwendung im Krieg auszuschließen.

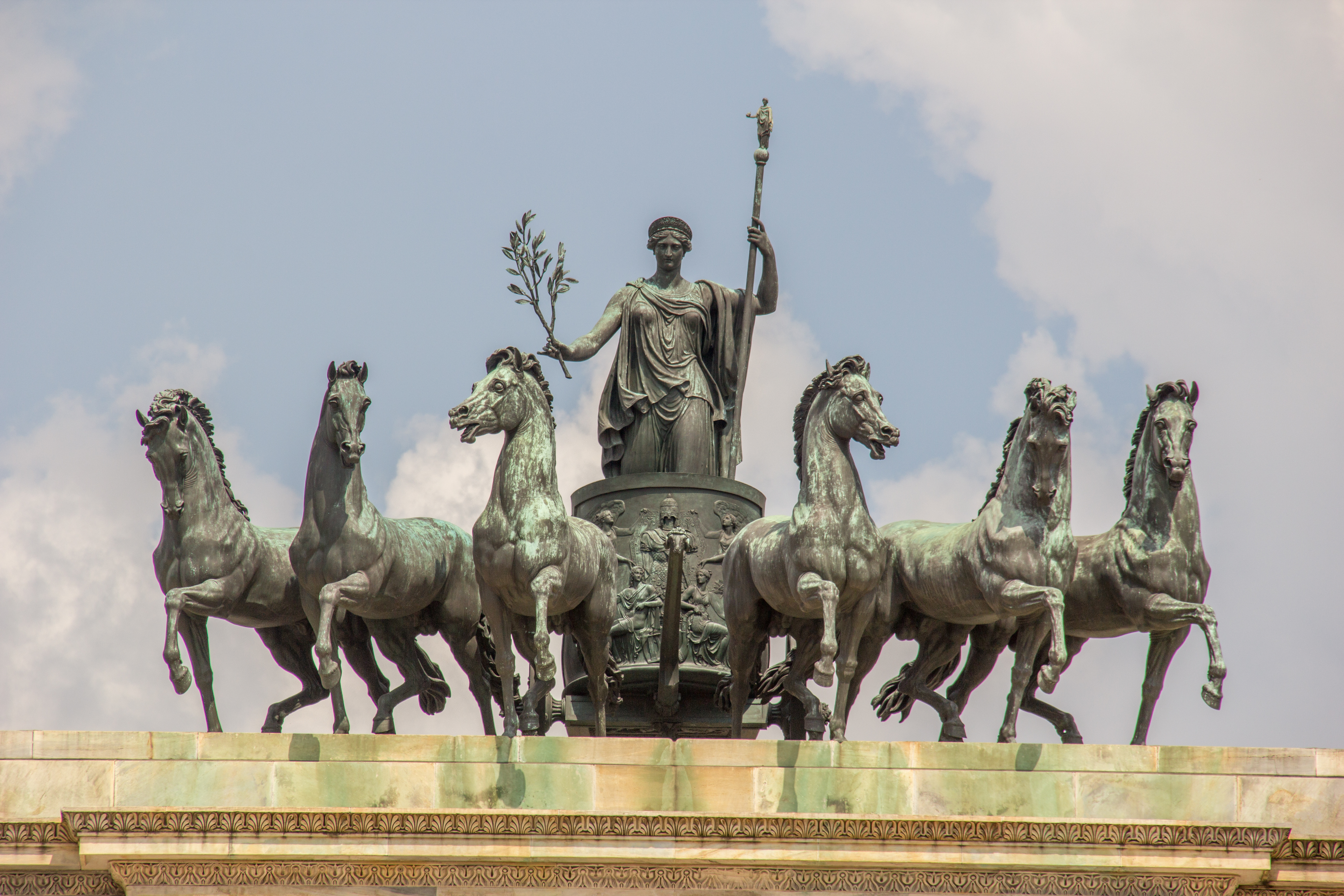
Sestiga di Pace – Bronzeskulptur auf dem Friedensbogen Mailand

## Entwicklung
Die Namen Biga, Triga, Quadriga usw. geben die Anzahl der angespannten Pferde wieder, also zwei, drei, vier usw. Die Anspannung erfolgt neben- und nicht hintereinander. Ein zwei- oder dreispänniges Gespann der Streitwagen war schnell und ein leicht manövrierbares Kriegsgerät.
Die vierspännige Quadriga wurde meist als Kommandofahrzeug, der Wagen spiegelte den Status wider, oder für Wagenrennen, wegen der schwierigen Fahrbarkeit und dem daraus folgenden Spektakel, verwendet. Für römische Triumphzüge wurde eine Quadriga auch genutzt.
Eine Sestiga hatte jedoch wegen der stark erschwerten Lenkbarkeit keinen praktischen Nutzen im Krieg oder als Sportgerät bei Wagenrennen mehr. Der Wagen wurde bei Triumphzügen oder in der Kunst und Architektur verwendet.

## In der Antike

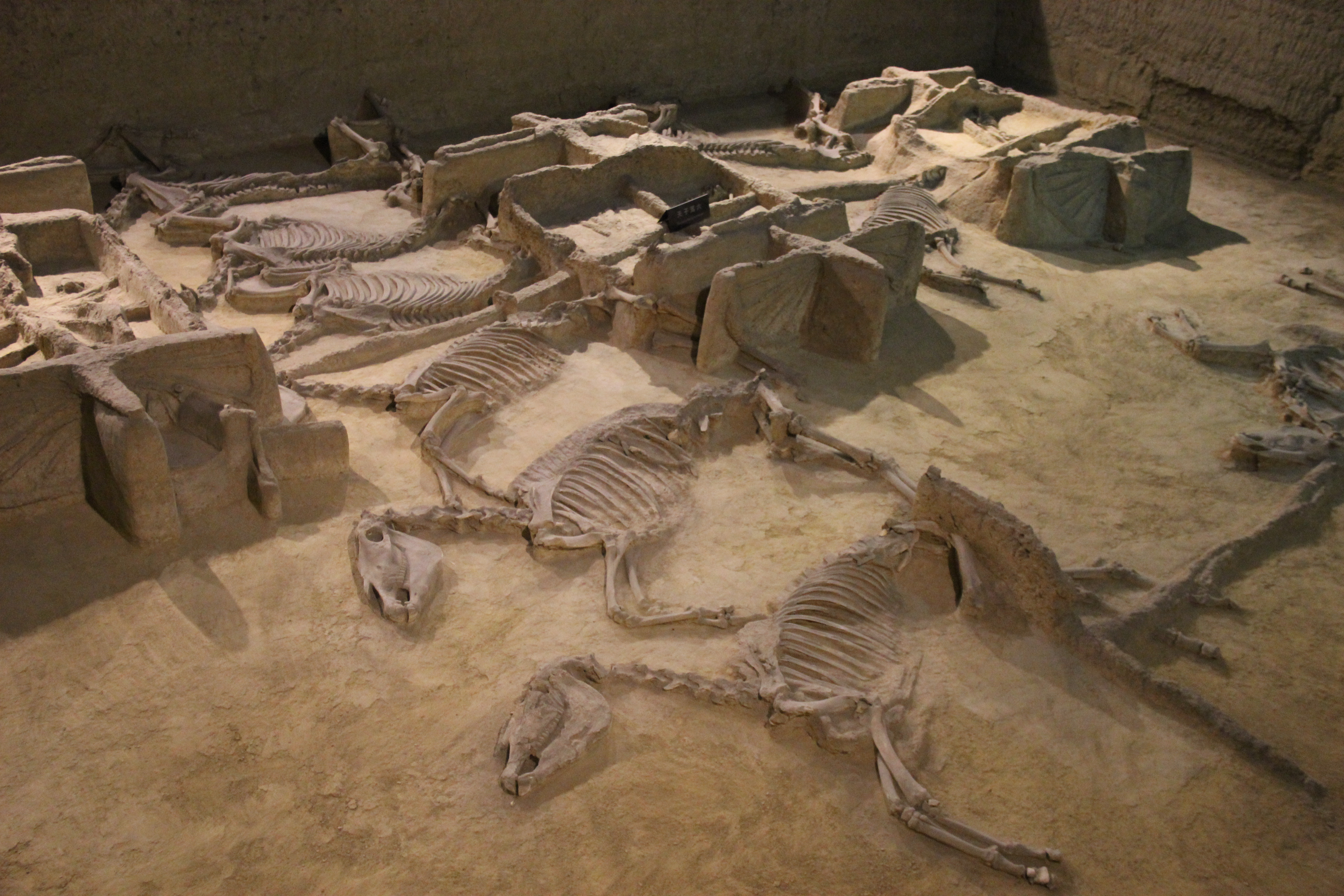
Pferdegrab Luoyang

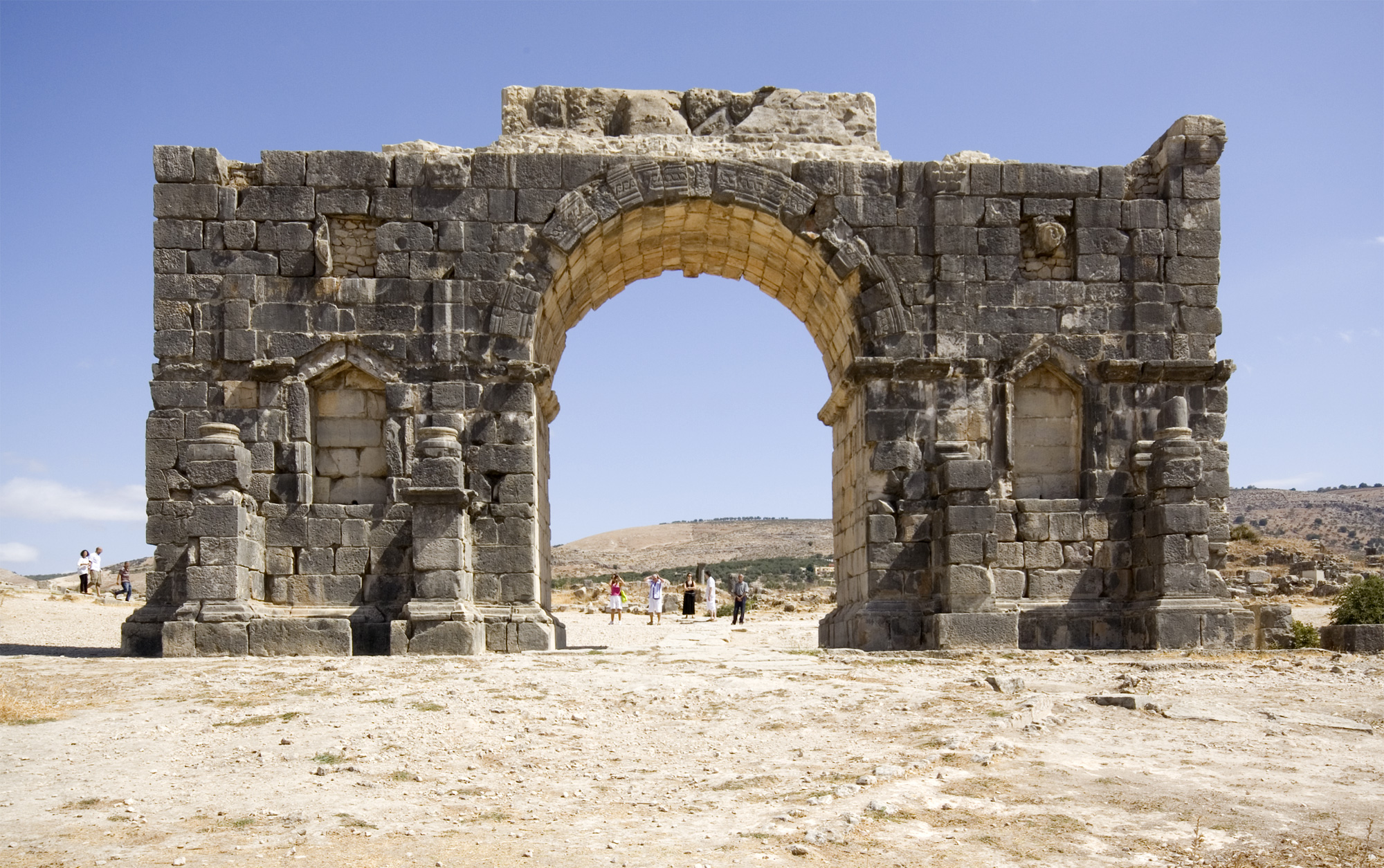
Caracallabogen in Volubilis

- In einem chinesischen Pferdegrab wurde eine Sestiga gefunden, diese wurde gemeinsam mit den Körpern der Pferde begraben. Das Grab wurde in der Zhou-Dynastie (zirka 1122/1045–770 v. Chr.) erschaffen.
- Der zerstörte Arco di Traiano (Bogen des Trajan) in Rom trug eine Sestiga, belegt durch einen Aureus (römische Goldmünze) des römischen Kaisers Trajan. Auf ihrer Rückseite ist ein Triumphbogen mit einer Sestiga abgebildet.
- Der Triumphbogen von Volubilis, auch bekannt als Caracallabogen, wurde in der ehemaligen Stadt Volubilis 217 errichtet und dem römischen Kaiser Caracalla gewidmet. Die nach der Zerstörung und dem Wiederaufbau des Bogens restaurierte Inschrift beschreibt, dass er bei seiner Einweihung mit einer Statue des Kaisers geschmückt wurde, der einen von sechs Pferden gezogenen Wagen lenkt.

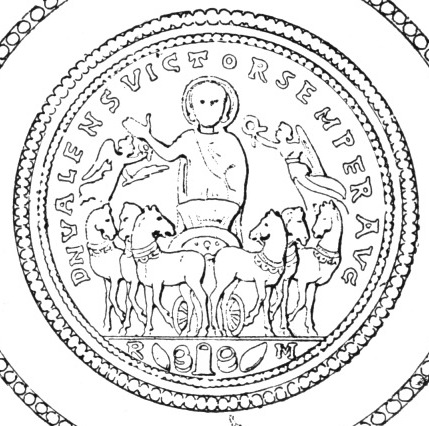
Valens auf Sestiga [Zeichnung eines Fundes

„ERGA VNIVERSOS ET NOVAM SVPRA OMNES RETRO PRINCIPES INDVLGENTIAM ARCVM
CVM SEIVGIBVS ET ORNAMENTIS OMNIBVS INCOHANTE ET DEDICANTE MARCO AVRELLIO
SEBASTENO PROCVRATORE AVGVSTI DEVOTISSIMO NVMINI EIVS A SOLO FACIENDVM CVRAVIT“

Auf Deutsch in etwa:

„Für den Imperator Caracalla .... ließ die Republik der Volubilitaner diesen Bogen von Grund auf bauen, einschließlich eines von sechs Pferden gezogenen Wagens und aller Verzierungen“

- Der römische Kaiser Valens wird auf einer Medaille abgebildet, nebenstehend ein Detailausschnitt einer Zeichnung, die von diesem Fundstück aus dem 5. Jahrhundert angefertigt wurde.

## Architektur in der Neuzeit
Die Sestiga oder Seiuga wird in neuzeitlicher Architektur weniger zitiert als die Quadriga. Die bekanntesten Sestigae auf Triumphbögen gehen auf die napoleonische Zeit zurück.
- Der Narva-Triumphbogen in Sankt Petersburg

zeigt die Nike in einem Wagen mit sechs Pferden in Erinnerung an den Sieg Russlands über Napoleon im Russlandfeldzug 1812
- Der Triumphbogen von Moskau

wurde zunächst aus Holz errichtet und sollte die zurückkehrenden russischen Soldaten nach dem Sieg gegen Napoleon begrüßen. Eine Nachbildung steht heute auf dem Siegesplatz in Moskau.
- Der Arco della Pace

steht in Mailand und sollte zunächst an den Ruhm Napoleons erinnern. Er wurde später dem Europäischen Frieden von 1815 umgewidmet.
- Vor dem Museum der Zhou-Dynastie für Pferde und Streitwagengräber in Luoyang steht eine Bronzenachbildung einer Sestiga, die in einem Grab gefunden wurde.[2]

## Bildergalerie

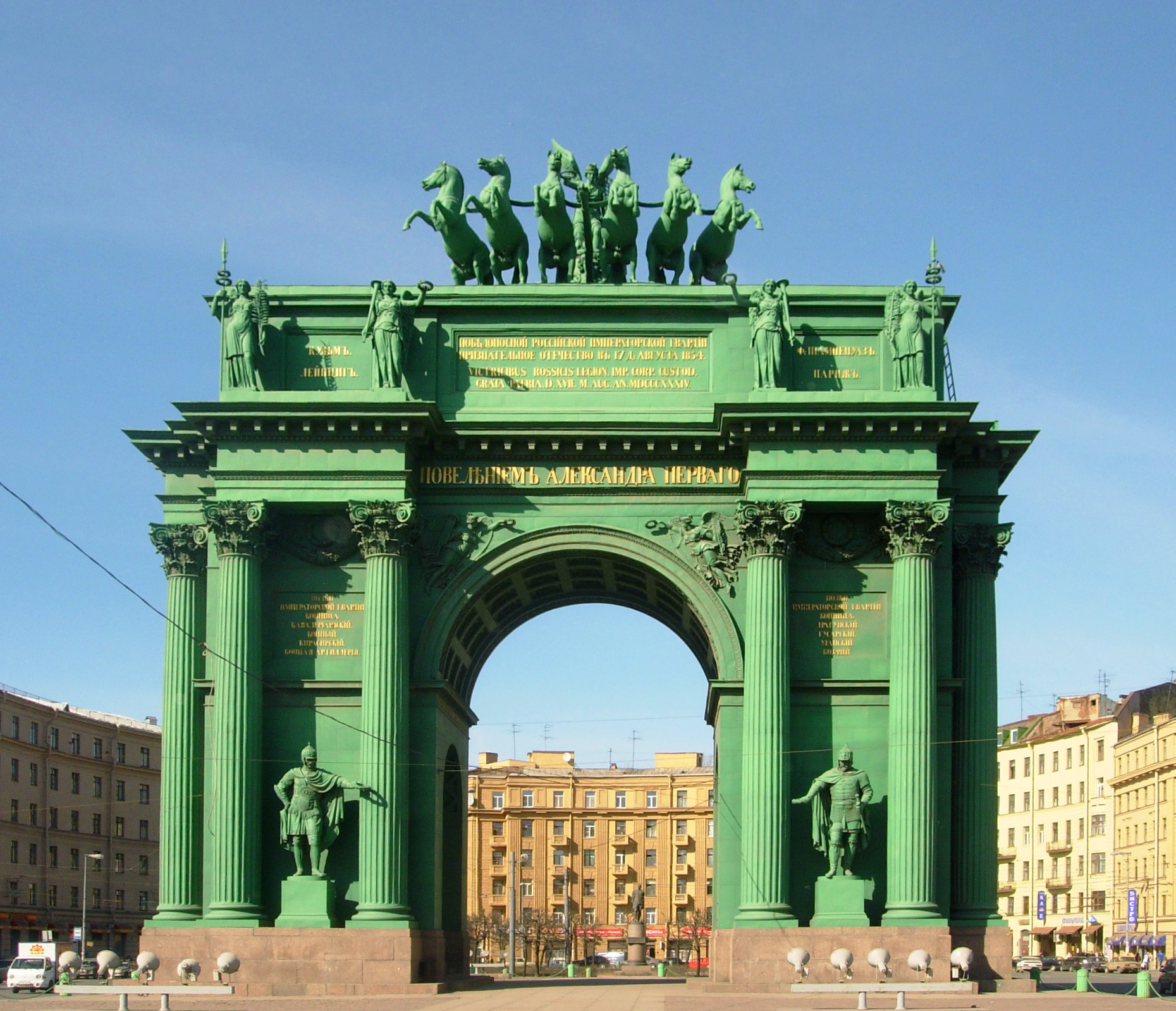
Narva-Triumphbogen in Sankt Petersburg
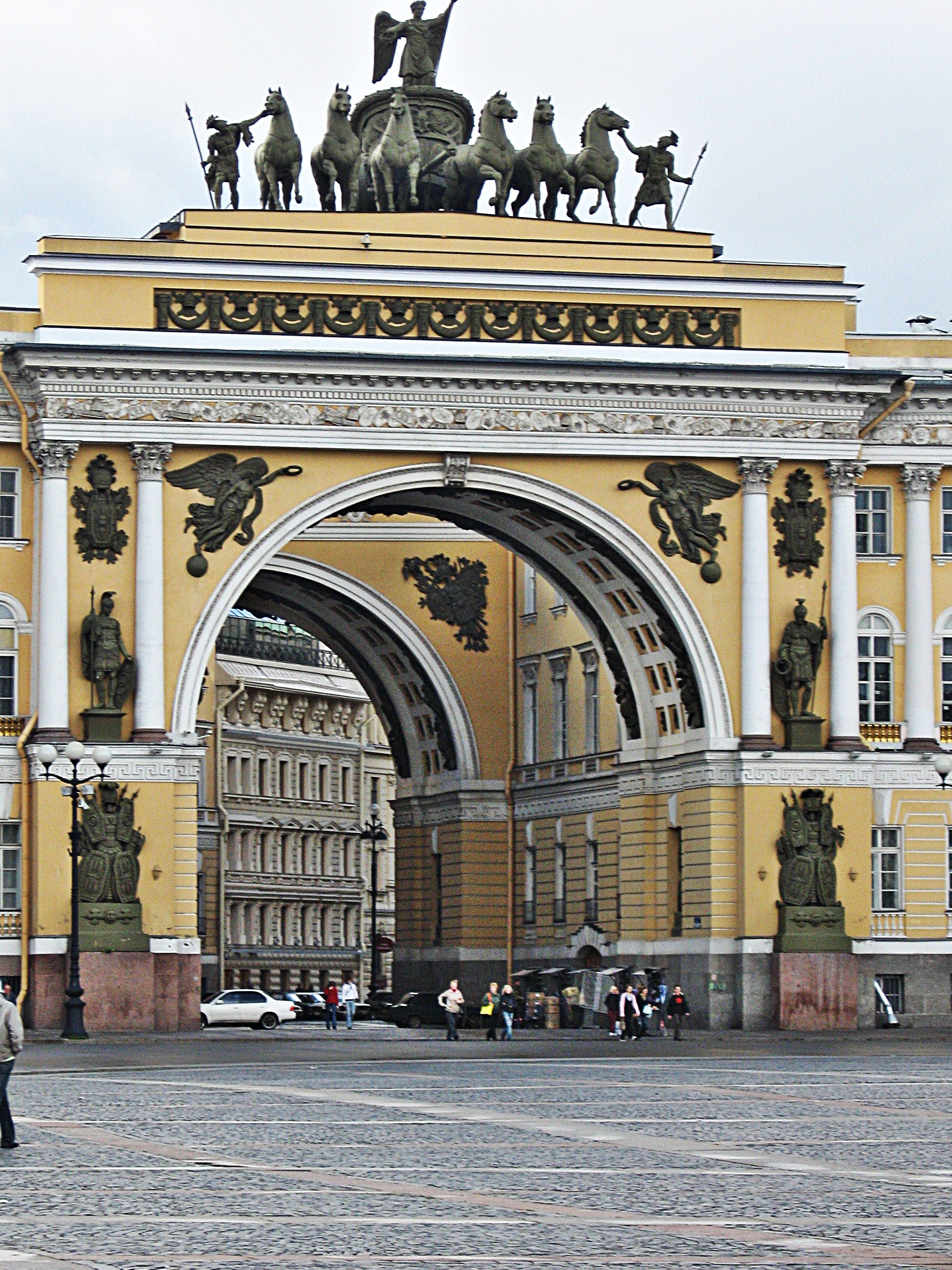
Triumphbogen am Palastplatz in Sankt Petersburg
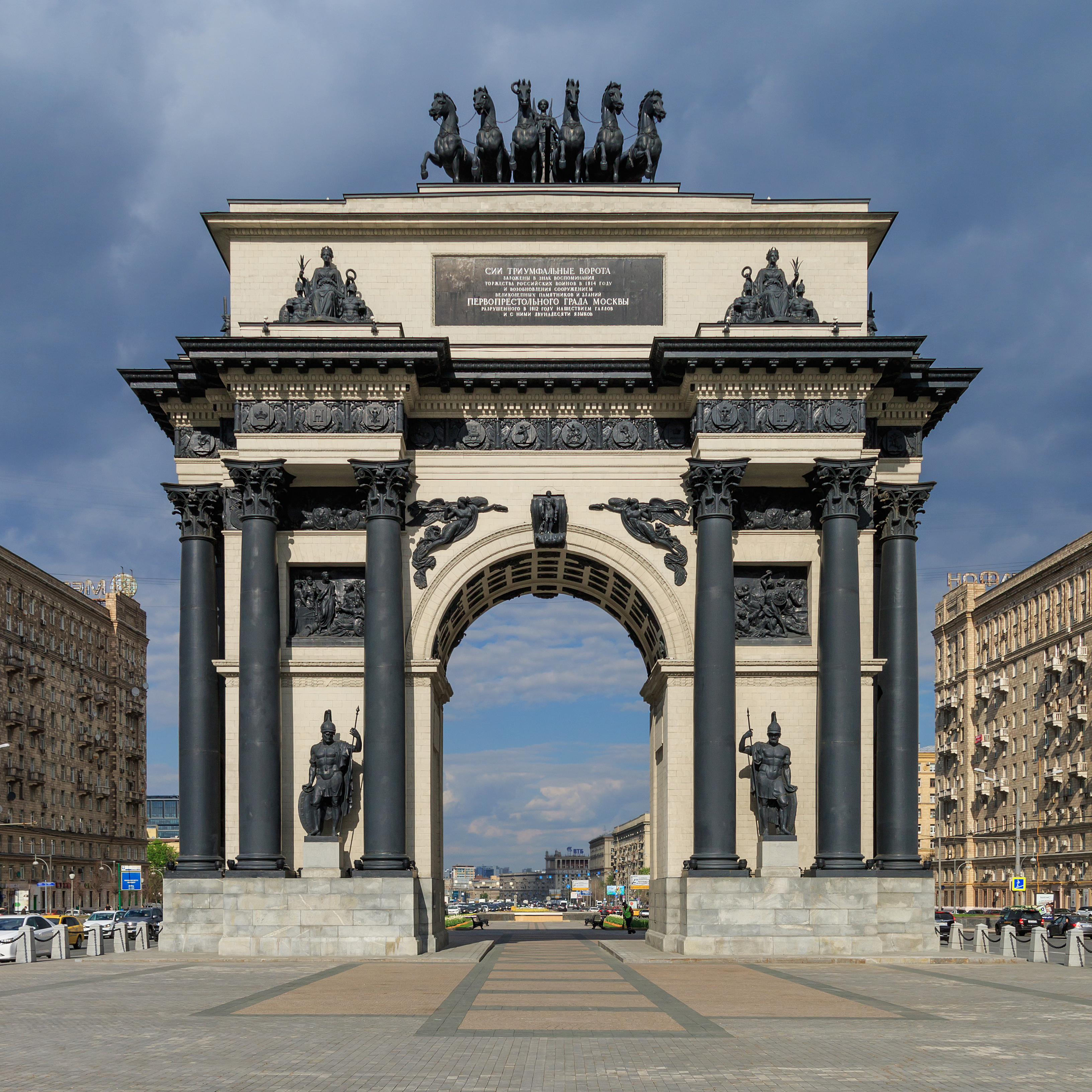
Triumphbogen in Moskau
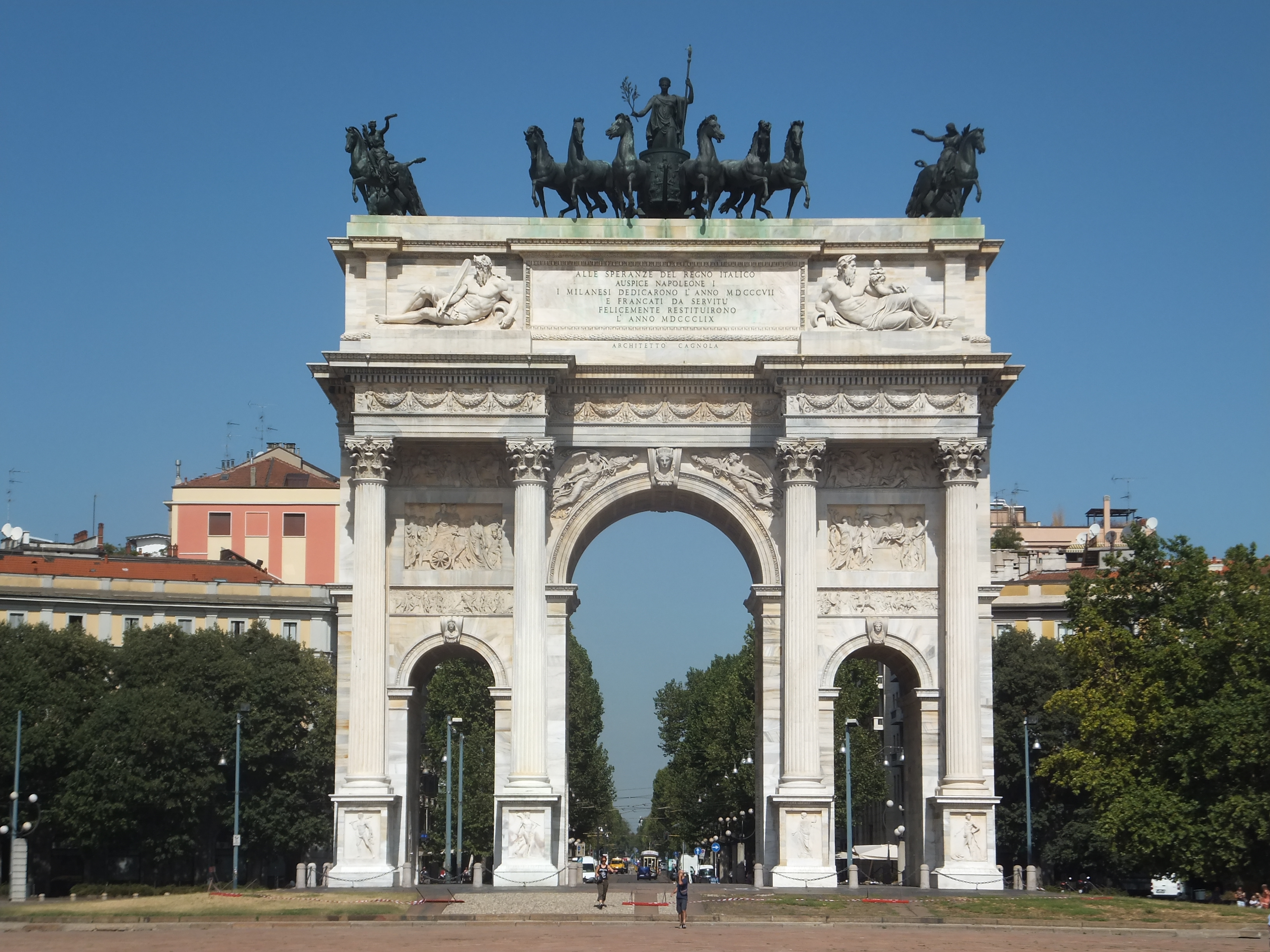
Arco della pace in Mailand
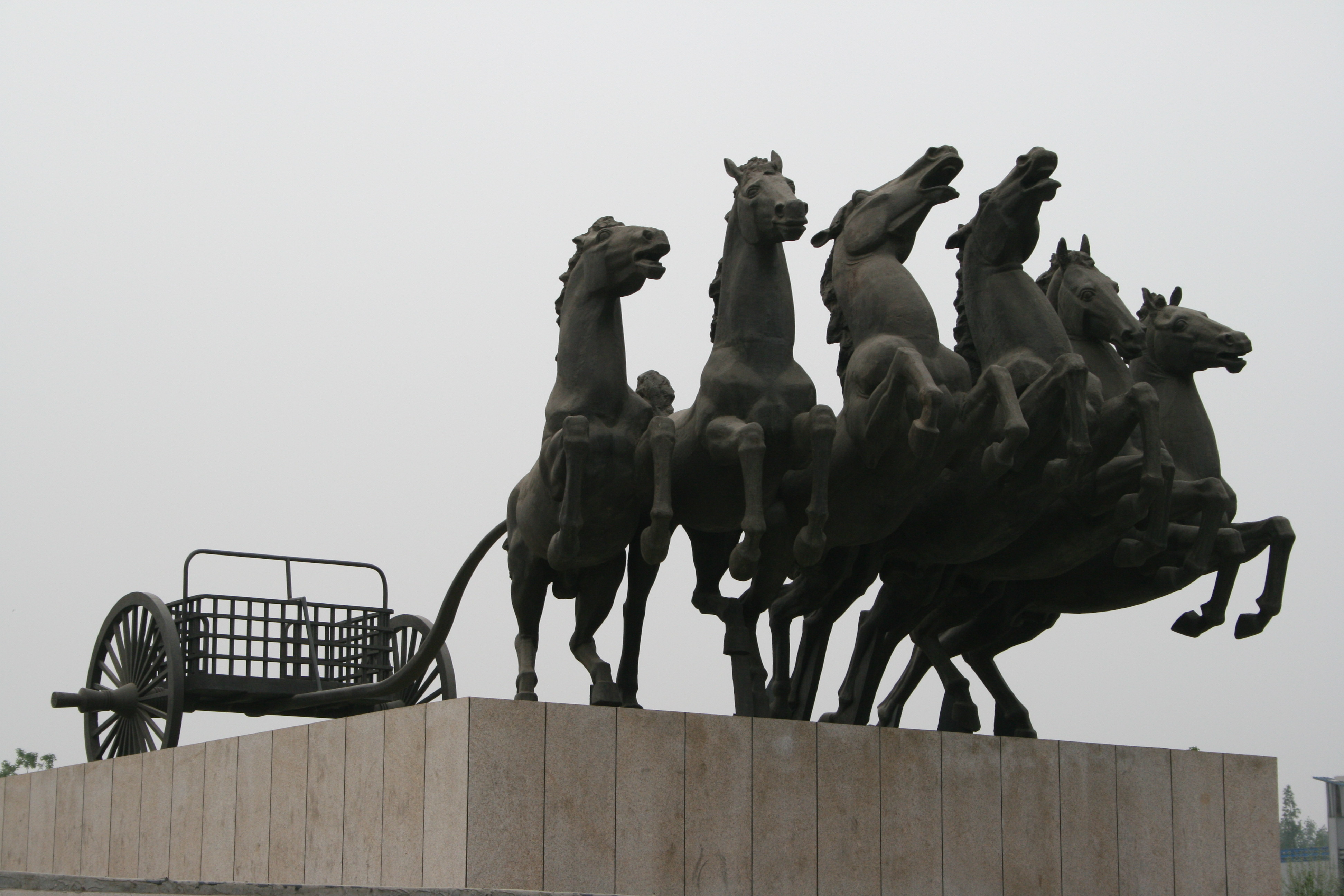
Sestiga vor dem Museum in Luoyang